# Ritratto di famiglia con tempesta
Ritratto di famiglia con tempesta (海よりもまだ深く?, Umi yori mo mada fukaku) è un film drammatico giapponese del 2016 diretto da Hirokazu Kore'eda ed interpretato da Hiroshi Abe.

## Trama
Ryota Shinoda incarna l'ideale del perfetto perdente. Fallito nel lavoro e nell'amore, con una carriera da scrittore che non decolla ed un divorzio alle spalle al quale però non si rassegna, Ryota si barcamena tra un lavoro da impiegato in una minuscola agenzia investigativa ed altre piccole quotidiane meschinità. Il vizio per il gioco d'azzardo lo costringe ad improvvisarsi detective privato a sua volta, offrendo in segreto servizi alle 'vittime' dei clienti dell'agenzia per cui lavora. Anche gli incontri con il figlio Shingo si trasformano in occasioni per sperperare il proprio denaro alle corse o alle lotterie. La cronica indigenza di Ryota contribuisce a peggiorare il rapporto con la ex moglie Kyoko che umilia Ryota dinanzi Shingo per non averle ancora versato gli alimenti dovuti. Nonostante le dichiarate buone intenzioni, Ryota si rivela però un vero e proprio cialtrone non solo con la propria ex moglie ma anche con i familiari più stretti, in particolare con la sorella Chinatsu, che rimprovera Ryota di non impegnarsi nel lavoro. Anche se le occasioni per un lavoro più consono alle sue ambizioni non mancano, Ryota si abbandona dietro le proprie menzogne, procrastinando la propria condizione di precarietà.
I rapporti tra Ryota e sua sorella Chinatsu tendono a incrinarsi ulteriormente quando entrambi si accusano reciprocamente di volersi approfittare dell'anziana madre Yoshiko che, ormai vedova, trascorre le proprie giornate con le altre signore anziane del circondario in cui vive. Ryota cerca nel frattempo di riavvicinarsi alla moglie e, anche se è consapevole del fatto che lei ha un nuovo compagno, il timore che un nuovo matrimonio possa porre fine al rapporto con Shingo spinge Ryota a tentare di riallacciare i rapporti con Kyoko. L'occasione si presenta in un incontro con quest'ultima a casa della madre Yoshiko, la quale gioisce nel rivedere insieme il proprio figlio e l'ex nuora. Kyoko è anzi costretta a rimanere tutta la notte a casa di Yoshiko, insieme a Ryota e a suo figlio, a causa dell'arrivo di un tifone. Durante la notte, Ryota tenta di sedurre Kyoko, la quale però non si concede, spiegando cinicamente a Ryota che non si vive di solo amore e che lui non è tagliato per fare l'uomo di famiglia. Ryota capisce e approfitta della tempesta per cercare di stabilire almeno un nuovo legame con Shingo, ripetendo un'esperienza indimenticabile che aveva avuto a sua volta con suo padre, rifugiandosi in un parco giochi locale sino alla fine della tempesta. Il giorno dopo la tempesta, i protagonisti riprendono normalmente la loro vita.